# Le Relais
Le Relais – kanadyjski ośrodek narciarski położony w prowincji Quebec. Leży około 15 minut jazdy na północny wschód od Québecu, na wysokości od 205 do 429 m n.p.m. Należy do sieci ośrodków narciarskich, w skład której wchodzą także Mont-Sainte-Anne, Stoneham i Le Massif. Administracyjnie jest częścią miejscowości Lac-Beauport. Znajduje się tutaj 27 tras narciarskich, z czego 22% o łatwym stopniu, 23% o średnim stopniu i 55% o zaawansowanym stopniu trudności. Trasy obsługiwane są przez 7 wyciągów.

## Linki zewnętrzne

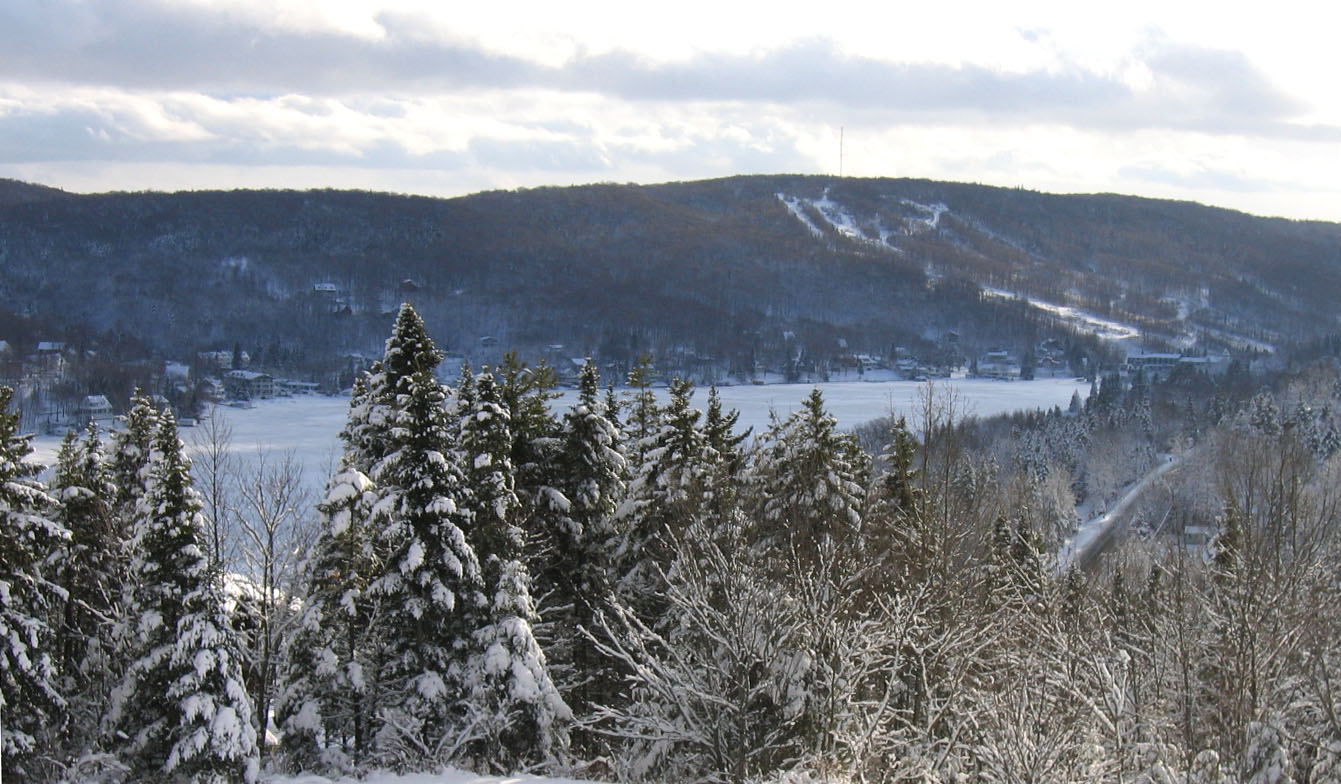
Widok na ośrodek